# Кантоан
Кантоан (фр. Cantoin) насеље је и општина у јужној Француској у региону Миди Пирене, у департману Аверон која припада префектури Родез.
По подацима из 2011. године у општини је живело 327 становника, а густина насељености је износила 7,72 становника/km². Општина се простире на површини од 42,37 km². Налази се на средњој надморској висини од 950 метара (максималној 1.024 m, а минималној 647 m).

## Демографија
| 1962. | 1968. | 1975. | 1982. | 1990. | 1999. | 2011. |
| ----- | ----- | ----- | ----- | ----- | ----- | ----- |
| 433   | 490   | 398   | 402   | 390   | 312   | 327   |

График промене броја становника у току последњих година